# Bewaargeving
Bewaargeving in het algemeen is een handeling waarbij men de zaak van een ander aanneemt, onder de verplichting om die te bewaren en in natura terug te geven.
Vrijwillige bewaargeving komt tot stand door de wederzijdse toestemming van de bewaargever en de bewaarnemer.
De wettelijke regels krachtens dewelke de hotelhouder als bewaarnemer aansprakelijk is voor beschadiging, vernieling of ontvreemding van zaken welke een gast die in het hotel zijn intrek neemt en er logeert, naar het hotel meebrengt, worden in het dagelijks juridisch spraakgebruik weleens aangeduid met de term hotelbewaargeving.